# Gerichtete Statistik
Die gerichtete Statistik (auch zirkuläre Statistik) ist eine Teildisziplin der Statistik, die sich mit Richtungen (Einheitsvektoren), Achsen (Linien durch den Ursprung) oder Drehungen in Rn beschäftigt. Generell befasst sich die Richtungsstatistik mit Beobachtungen auf kompakten Riemannschen Mannigfaltigkeiten.
Eine in der gerichteten Statistik anzutreffende Verteilung ist die Von-Mises-Verteilung.